# Subaru Tribeca
O Tribeca é um automóvel do tipo utilitário esportivo produzido pela Subaru entre 2005 e 2014, o nome vem do distrito de Tribeca da cidade de Nova Iorque.